# كلوستريديوم محلل للسكريات المتعددة
كلوستريديوم بوليساكاروليتيكام أو كلوستريديوم محلل للسكريات المتعددة هو نوع من البكتيريا من فصيلة كلوستريدياسيا.